# Корзон, Тадеуш
Тадеуш Ко́рзон (Коржон, пол. Tadeusz Korzon; 1839, Минск — 1918, Варшава) — польский историк.
Выдающийся представитель варшавской исторической школы, автор монографий, учебников по общей истории, ряда статей по теории и методике исторического исследования, историографии.
Был членом Ягеллонского университета (1902).

## Биография
Родился в Минске 9 ноября 1839 года. Происходил из обер-офицерских детей.
Окончил Минскую гимназию.
В 1859 году окончил юридический факультет Императорского Московского университета.
В 1859—1861 годах преподавал историю в ковенской гимназии.
Принял участие в январском восстании (восстание 1863-1864 гг.) и был приговорён к смертной казни, заменённой ссылкой.
В конце 1863 г. выехал в Уфу, а затем в Оренбург, где и жил до августа 1867 года. Во время ссылки начал писать «Историю средних веков», также рисовал картины.
Вернувшись в Польшу, преподавал в городе Пётркув (Piotrków Trybunalski); в 1869 году переехал в Варшаву, где стал преподавать в частных польских учебных заведениях.
В 1897 году получил должность библиотекаря в ординации графов Замойских.
Умер 8 марта 1918 года (по другим сведениям — 18 марта 1918) в Варшаве. Похоронен на кладбище Старые Повонзки.

## Научная деятельность
Корзон был одним из виднейших представителей т. н. варшавской исторической школы, сторонники которой (оптимисты) основной причиной упадка Речи Посполитой, в отличие от краковских коллег (пессимистов), считали не внутренние, а внешние факторы. Он занимал положение одного из самых серьёзных и уважаемых писателей, размещая в польской периодической прессе рецензии и отчёты по истории. Корзон приложил много усилий и труда для совершенствования исторического исследования: первым начал в своих работах обращать внимание на административные, экономические, финансовые, статистические условия, в которых описываемый им народ находился в то время. Его главный труд, изданный Краковской академией наук: «Внутренняя история Польши при Станиславе Августе» («Wewnętrne dzieje Polski za Stanislawa-Augusta, 1764—1794») (1882—1886) дал много новых статистических, административных и экономических деталей о внутренней жизни Польши XVIII века. В честь признания результатов его научной деятельности Польская академия знаний в Кракове приняла его в свои члены.

### Публикации
Кроме статьи в «Журнале Министерства народного просвещения» о французской и английской системе наказаний (1861), он опубликовал целый ряд сочинений, в числе которых:
- «Kurs historyi wieków średnich» (Варшава, 1871),
- «Nowe dzieje starożytnej Mezopotamii i Iranu» (1872);
- «Historycy pozytywiści» и «Poranek filozofii greckiej» («Biblioteka Warszawska»),
- «Ludzie przehistoriczny» («Tygodn. Illustrow.»),
- «Histaryja starożytną» (Варшава, 1876),
- «Stan ekonomiczny Polski w latach 1782—1792» («Ateneum», 1877),
- «O życiu umysłowlém Grecyi» («Tyg. Ill.»),
- «Historyk w obec swego narodu i w obec ludzkości» (там же, 1878),
- «Mój pamiętnik przedhistoryczny» (воспоминания, Краков, 1912).